# Stadion HNK Cibalia Vinkovci
Stadion HNK Cibalia Vinkovci višenamjenski je stadion u Vinkovcima. Na njemu svoje domaće utakmice igra HNK Cibalia Vinkovci, a u sezoni 2025./26. HNL-a na stadionu će igrati Vukovar 1991.
Kapaciteta je približno 8200 sjedećih mjesta.

## Povijest
Stadion je izgrađen 1966. godine i gotovo se nije mijenjao do 1982. godine i ulaska u tadašnju Prvu saveznu ligu kada je počela veća rekonstrukcija. Te je godine izgrađena istočna tribina. Nakon ove rekonstrukcije kapacitet stadiona iznosio je 18.000 gledatelja (uključujući stajaća mjesta). Do 1992. godine stadion je nosio ime Stadion Mladosti, kada je ime promijenjeno i do danas stadion nosi naziv Stadion HNK Cibalia Vinkovci. Tijekom 2003. godine postavljene su stolice na istočnom i zapadnom dijelu stadiona i to na istoku .000, a na zapadu 700 stolica. Tijekom 2008. postavljeni su reflektori, te suvremena tartan staza oko cijelog terena. 
U proljeće 2018. godine stadion je u sklopu priprema za domaćinstvo završnice Hrvatskog nogometnog kupa za sezonu 2017./18. detaljno uređen. Na zapadnu tribinu postavljene su nove sjedalice, a stare su premještene na sjevernu, južnu i dio istočne tribine gdje ih dotada nije bilo. Tako je ukupni kapacitet stadiona nešto smanjen, no povećan je broj sjedećih mjesta s dotadašnjih približno 6500 na približno 8200.